# Principat de Bhilodia
Bhiloria fou un petit estat tributari protegit de l'agència de Rewa Kantha a la presidència de Bombai, Índia, divisió de Sankheda Mehwas. La superfície era de 23 km² i els ingressos estimats en 1200 lliures; el tibut pagat al Gaikowar de Baroda pujava a 242 lliures.
El sobirà de l'estat portava el títol de thakur. El terreny era fèrtil encara que hi havia moltes muntanya. Al darrers anys del segle XIX l'estat es va dividir entre els dos fills del thakur: Chhatra Singh i Moti Singh; es van formar llavors dos principats:
- Bhilodia Chhatrasinghji
- Bhilodia Motisinghji